# Río Alazani
El río Alazani (en azerí: Qanıx; en georgiano: ალაზანი; en latín: Qanıxçay) es un río asiático que discurre por el Cáucaso, uno de los principales afluentes del río Kurá, que acaba desaguando en el mar Caspio. El río discurre por Georgia y Azerbaiyán, formando en un tramo de unos 177 km la frontera entre ambos países. Tiene una longitud de 413 km y drena una cuenca de 12 080 km² —7325 km² georgianos y 4755 km² azeríes—. Los 390 km de recorrido en Georgia lo hacen el río más largo del país, por delante del propio Kurá.
El Alazani se congela durante el invierno, pero a finales de primavera, la nieve de las montañas se derrite y le alimenta, creciendo enormemente y provocando a menudo desbordamientos. El agua del río se utiliza para el riego y para el suministro de agua potable, aunque la alta concentración de sustancias biológicas por los detritos liberados por los pueblos vecinos y las zonas cultivables, contamina considerablemente sus aguas. En los distritos de Kvareli y Lagodekhie, la calidad del agua es mala. En los años 1990, los chinos construyeron varias centrales hidroeléctricas en su cuenca, que aún se siguen utilizando. El río también es un destino popular para los turistas.
El valle del Alazani es el centro de la industria del vino de Georgia y varios vinos, incluido el famoso Marani Alazani Valley y el Old Tbilisi Alazani, llevan su nombre.
Durante siglos, el valle del Alazani también fue la puerta que los persas usaron para invadir la región.

## Geografía

### Curso en Georgia

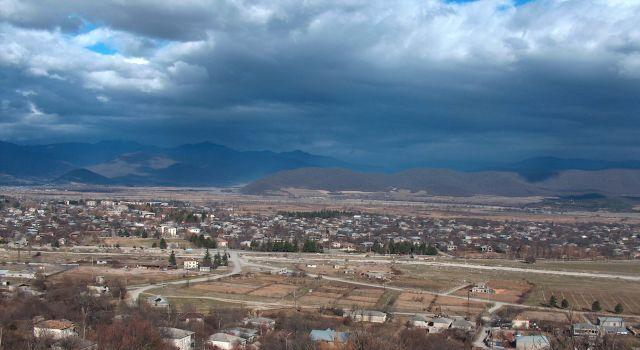
Ajmeta, la primera ciudad a la que llega el Alazani

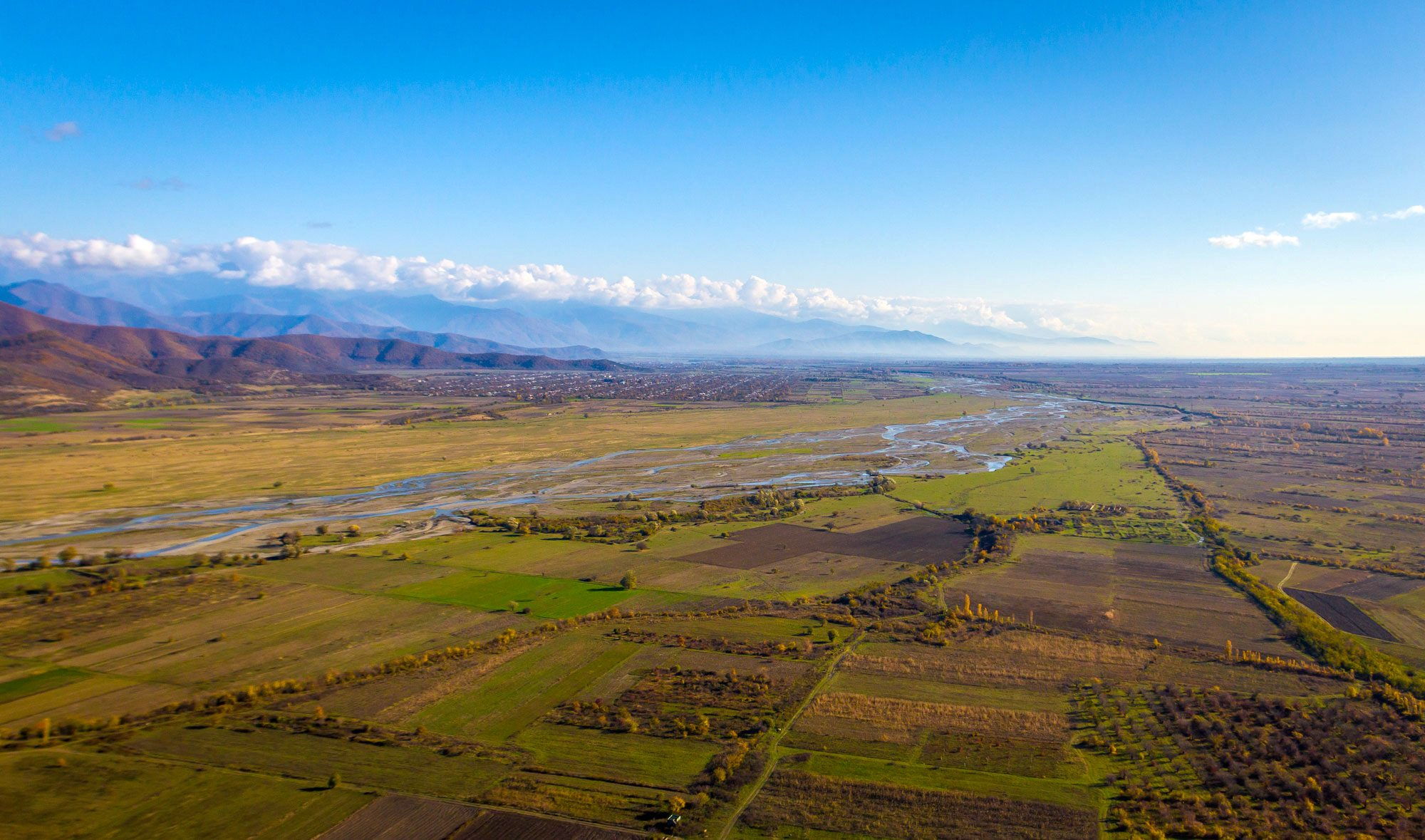
El amplio y llano valle del Alazani visto desde el distrito de Ajmeta

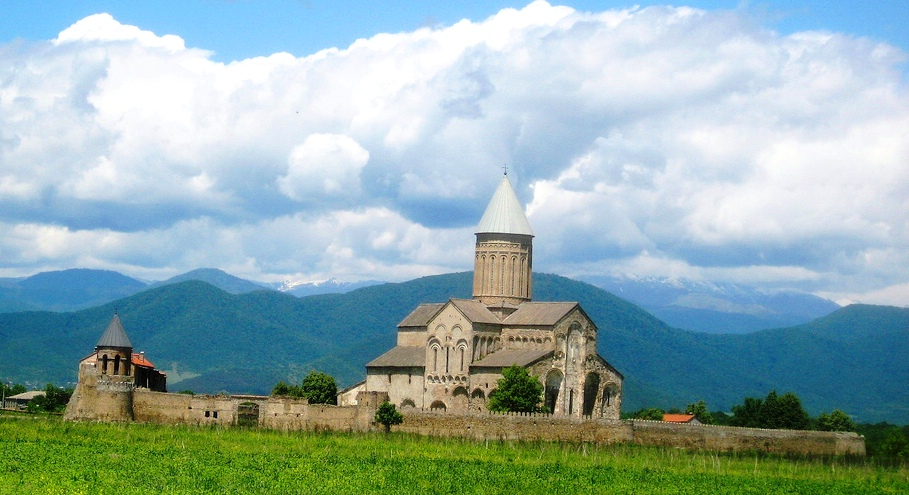
Vista del monasterio de Alaverdi, con su catedral del siglo XI

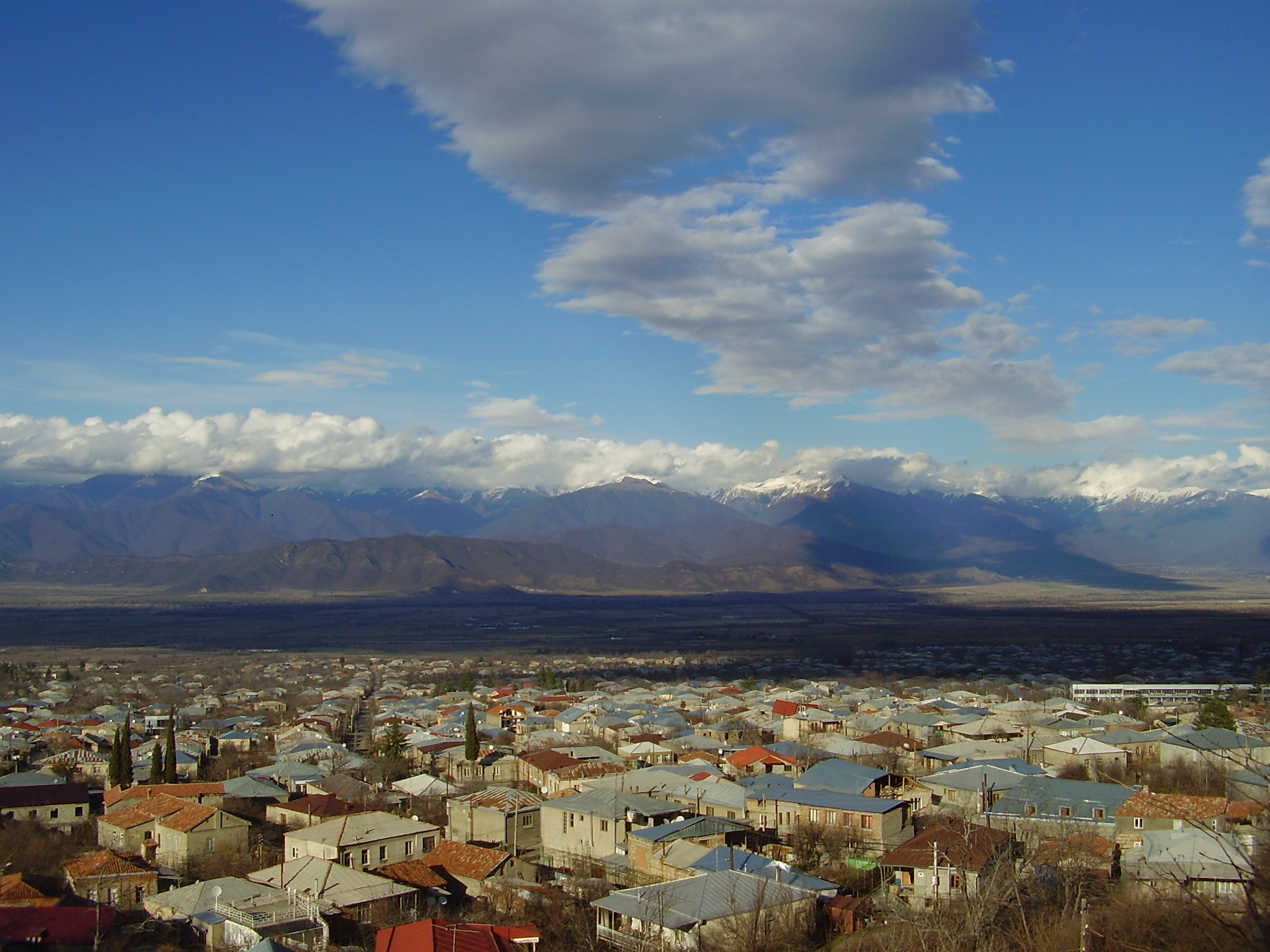
Telavi, la principal ciudad en el valle del Alazani

El río Alazani tiene sus orígenes en Georgia, en la vertiente sur de la cordillera del Gran Cáucaso, en el área protegida del parque nacional Tusheti. Nace de la confluencia de dos pequeños arroyos, en el pueblo de Senako, en el distrito de Ajmeta de la región de Kajetia, en un área de alta montaña, a más de 2800 m de altitud. Discurre primero en dirección sur, pasando por las pequeñas localidades de Birkiani, Jokolohasta, Duisi, Tsinubani y Matani (5474 hab. en 2002), para recibir después por la derecha al pequeño río Ilto. Luego abandona las montañas y llega al amplio y fértil valle por el que discurrirá hasta su desembocadura, y en el que recibirá por ambas manos muchos y muy cortos ríos que llegan de las montañas que lo flanquean.
En el valle, ya a menos de 600 m de altitud, el Alazani llega a Ajmeta (8600 hab.), la capital de distrito, la primera ciudad de su curso, donde el río vira y se encamina  en dirección sureste. Su curso a partir de aquí es el típico de llanura, con muchos meandros, múltiples brazos y pequeñas y cambiantes islas en su cauce.
El Alazani pasa frente a Kvemo Alvani, cerca del monasterio de Alaverdi, un monasterio  del siglo VI que cuenta con una imponente catedral del siglo XI donde se celebra un importante festival religioso, la Alaverdoba. Después el río entra en el distrito de Telavi y pasa cerca (menos de 9 km) de su capital, Telavi (21 800 hab.), también la capital de la región. A partir de aquí el río señalara la frontera entre varios distritos georginos: Kvareli (NE), Gurjaani (SO), Lagodeji (NE) y Signagi (NE).
El río discurre por el centro del valle y en ambas riberas se localizan un rosario de pequeñas localidades casi de forma continua, alejadas de la inundable vega entre 5-10 km; en la margen izquierda, Pshaveli, Napareuli, Shakriani, Eniseli, Kvareli (8825 hab. en 2008), la capital del homónimo distrito de Kvareli y Gavazi; y en la margen derecha, Tsinandali, Akura, Vachnadziani, Kalauri, Vazisubani, Shashiani, Velistsikhe, Chumlaki y Gurjaani (10 000 hab.), la capital del distrito de Gurjaani.
Luego, tras recibir por la izquierda a los cortos ríos Avaniskhevi, Areshi, Kabali y Baisubniskhevi, su curso pasa a marcar la frontera internacional con Azerbaiyán, al noreste.

### Curso fronterizo
En este tramo fronterizo, en el que el río describe numerosos y cerrados meandros, su cauce es el límite entre la región de Kajetia (distritos de Signagi y Dedoplistskaro), en el suroeste, y los rayones azeríes de Balakán, Zagatala y Gaj, en el noreste.
En el lado georgiano apenas tiene ningún arroyo que lo alimente, pero del lado azerí recibe a los ríos Balakan (39 km), Katejchay (54 km), Karachay (o Mujajchay) (56 km), Talachay, Gaj y Ayrichay (134 km) y Kurmukchay (55 km). Tras pasar frente a la localidad georgiana de Kalvata y dejar atrás Mijniskure, el Alazani entra finalmente en Azerbaiyán, para al poco alcanzar la cola del largo embalse de Mingachevir, ya en el raión de Yevlaj, donde la confluencia original con el Mtkvari (el nombre del Kurá en Georgia oriental) ha quedado sumergida.
El embalse de Mingachevir es un gran embalse construido por los soviéticos entre 1945-1953 que ha creado la mayor superficie de agua del país, con una superficie de 605 km² y más de 70 km de longitud, cuya presa está justo encima de la ciudad de la que toma el nombre, Mingachevir (99 775 hab. en 2008). Además de regular el río Kurá y permitir la irrigación, el embalse alimenta la central hidroeléctrica de Mingachevir, que tiene una potencia instalada de 420 MW. 